# Грачёв, Дмитрий Николаевич
Дми́трий Никола́евич Грачёв (6 октября 1983, Воронеж, СССР) — российский футболист, защитник.

## Карьера
В детстве ходил в воронежскую секцию самбо, от которой участвовал в соревнованиях, и занимался волейболом в детской команде, затем в пятом классе школы был приглашён в футбол. На взрослый уровень попал, перебравшись в острогожский «Газовик», выступавший в Первенстве КФК. Из него, минуя второй дивизион, попал в «Факел», выступавший в первом дивизионе. Дебютировал в Первом дивизионе 9 августа 2002 года, выйдя на замену на 82-й минуте в домашнем матче с «Динамо СПб» (0:3). Выходил на поле редко, в следующем сезоне сыграл в первенстве лишь в 4 матчах. «Факел», испытывавший к тому же финансовые проблемы, покинул дивизион, и Грачёв следующие два года провёл во Втором дивизионе, играя за ФК «Обнинск» и череповецкую «Шексну», а затем вернулся в «Факел», где провёл сезон-2006 в Первом дивизионе, являясь игроком основного состава. Воронежский клуб вновь не смог удержаться в Первом дивизионе, и следующие два сезона Грачёв провёл в иркутской «Звезде», которая также покинула подэлитный дивизион в 2008 году.
19 августа 2008 года весь матч «Сибирь» — «Звезда» (5:0) отыграл в воротах иркутской команды, действуя на позиции голкипера.
Далее полтора года играл за «КАМАЗ» (Набережные Челны) у Юрия Газзаева, откуда перешёл в клуб премьер-лиги подмосковный «Сатурн». Дебютировал в чемпионате России 12 сентября 2009 года в матче 21-го тура против «Рубина» (1:5), выйдя на замену на 73-й минуте. В следующем туре вышел уже в стартовом составе, и «Сатурн» выиграл у московского «Спартака» (2:1). В оставшихся восьми турах сыграл семь полных матчей (без замен), а в следующем году выходил на поле в матчах чемпионата 17 раз и сыграл 8 матчей за «Сатурн»-мол в молодёжном первенстве команд РФПЛ. После расформирования «Сатурна» выступал за «Аланию», с которой завоевал путевку в премьер-лигу. С 2013 года выступал за «Уфу». Сезон-2014/15 провёл в «Луче-Энергии», 2015/16 — в «КАМАЗе».

## Достижения
- Серебряный призёр первенства ФНЛ: 2011/12
- Бронзовый призёр Первого дивизиона: 2008
- Финалист Кубка России: 2010/11